# Adalbert Schindelar

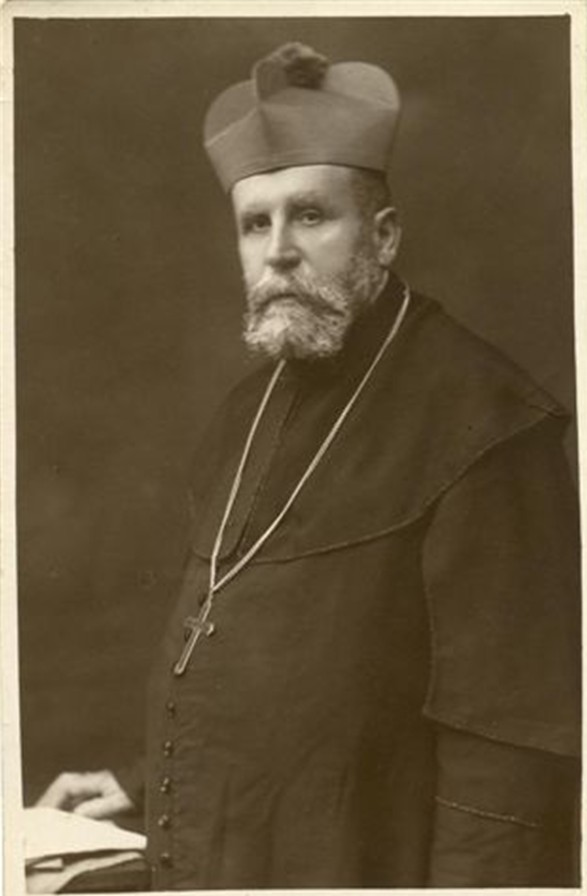
Adalbert Schindelar um 1925

Adalbert Schindelar (* 5. Jänner 1865 in Schönhof (Krásný Dvůr), Böhmen; † 11. Oktober 1926 in Wien) war der erste Bischof der altkatholischen Kirche in Österreich.

## Leben

### Kindheit, Jugend und Studium
Schindelars Vater war Ökonom zu Lindenau. Von 1879 bis 1886 besuchte Adalbert Schindelar das Gymnasium in Brüx und danach in Böhmisch Leipa, wo er sich 1889 der Maturaprüfung unterzog. Nach dem Besuch der Lehrerbildungsanstalt wurde Schindelar Volksschullehrer. Am 1. Oktober 1889 heiratete er Gertrude Günter, eine Verwandte des Priesters und Philosophen Anton Günter. Das Ehepaar hatte zwei Söhne und eine Tochter. Von 1890 bis 1892 studierte er Theologie an der Universität Bonn.

### Priester
Nach seiner altkatholischen Priesterweihe am 8. März 1892 wurde Schindelar Kooperator in Arnsdorf bei Haida (tschechisch Arnultovice u Nového Boru), ab 1905 Pfarrer in Gablonz an der Neiße (Jablonec nad Nisou) und ab 1908 Pfarrer in Wien. Von dort aus betreute er auch die Filialgemeinde Brünn und organisierte den internationalen Altkatholikenkongreß von 1909 in Wien.

### Bischöfliche Ämter
Als 1919 das Sudetenland an die neu gegründete Tschechoslowakei fiel, wurde Schindelar zunächst zum stellvertretenden, 1920 zum Bistumsverweser der altkatholischen Kirche Österreichs bestellt und am 15. April 1921 von der Landesregierung bestätigt. Damit wurde in Österreich ein altkatholisches Bistum gegründet. Noch 1921 wurde er Mitglied der Internationalen Altkatholischen Bischofskonferenz der Utrechter Union.
Ende 1923 empfing er eine Delegation der Katholisch-Kroatischen Kirche, die sich zu den Glaubensgrundsätzen der altkatholischen Kirche, wie sie in der Utrechter Erklärung niedergelegt sind, bekannte. Daraufhin unterzeichnete Schindelar eine Erklärung, welche die Katholisch-Kroatische Kirche als Teil der staatlich anerkannten Altkatholischen Kirche auswies. Das kroatische Bistum unter seinem Leiter Marko Kalogjerá erhielt in der Folge die staatliche Anerkennung als altkatholische Kirche im Königreich Jugoslawien.
Nach seiner Wahl zum Bischof durch die Ordentliche Synode 1924 empfing er am 1. September 1925 in Bern durch den Christkatholischen Schweizer Bischof Adolf Küry unter Assistenz des deutschen alt-katholischen Bischofs Georg Moog und des tschechoslowakischen Bischofs Alois Paschek die Bischofsweihe. Er erarbeitete während seiner Amtszeit eine neue Kirchenverfassung (Synodal- und Gemeindeordnung, 1925) für die altkatholische Kirche in Österreich.
Zu Ehren von Adalbert Schindelar erhielt eine Glocke in der St.-Salvator-Kirche seinen Namen „Adalbert“.